# 귀인 권씨 (덕종)
귀인 권씨(貴人 權氏, ? ~ 1494년 6월 8일(음력 4월 26일))는 조선의 추존 왕 덕종(의경세자)의 후궁이다.

## 생애

### 가계와 후궁 책봉
수의교위를 지낸 권치명의 딸이다. 양반 출신으로, 정식으로 간택 절차를 거쳐 입궁하였다.
1456년(세조 2년) 음력 8월 23일 당시 세자였던 덕종(의경세자)의 소훈으로 간택되었으며, 이 해 음력 11월 3일 동궁에 들어왔다. 그러나 이듬해인 1457년(세조 3년) 음력 9월 2일 의경세자가 20세로 요절하는 바람에 소생은 얻지 못하게 되었다. 이후 남편이 덕종으로 추존되면서 권씨도 종2품 숙의로 진봉되었고, 이후 여러 후궁들을 총괄하여 다스렸다. 1483년(성종 14년) 음력 6월 15일 세조와 덕종, 예종의 여러 후궁들과 함께 진봉되어 종1품 귀인(貴人)이 되었다.

### 익명서 사건
권씨는 남편 덕종 사망 후 궁 밖에 집을 얻어 따로 살았다. 성종이 즉위한 후인 1477년(성종 8년) 음력 3월 20일, 권씨가 살던 집에 한 장의 익명서가 투입되었다. 익명서에는 성종의 후궁인 숙용 정씨와 숙의 엄씨가 왕비 윤씨(훗날의 폐비 윤씨)와 그 소생인 원자(훗날의 연산군)를 해치려 한다는 내용이었다. 이후 이 익명서는 권씨의 하인을 통해 궁 내부로 보고되었는데, 여러 정황 끝에 익명서를 투입한 것이 중전 윤씨의 소행임이 밝혀져 결국 윤씨는 왕비의 자리에서 폐위되기에 이른다.
이로부터 27년이 지난 1504년(연산군 10년) 음력 4월 23일, 연산군은 당시 이미 죽은 권씨가 폐비 윤씨가 폐위되는 일에 함께 모의했다 하여 그 작위를 모두 삭탈하고, 권씨의 묘는 이장함과 동시에 그 묘소를 만들지 못하도록 하였다.

### 무오사화
1498년(연산군 4년) 음력 7월 12일 당시 《성종실록》의 편찬을 맡았던 김일손이 쓴 실록의 내용 중 일부가 문제가 되어 김일손이 의금부에 잡혀오게 되었다. 당시 문제가 된 내용은 "권 귀인은 바로 덕종의 후궁이온데, 세조께서 일찍이 부르셨는데도 권씨가 분부를 받들지 아니했다."라는 것으로, 즉 세조가 며느리뻘 되는 권씨와 관계를 가지려 했다는 것이다. 연산군은 이 내용을 듣고 매우 화를 내면서, 거짓된 내용을 실록에 실어서는 안된다며 김일손에게 어디서 그 내용을 들었는지 캐물었고, 김일손은 그 출처가 권씨의 조카인 허반이라고 답하였다. 이에 허반까지 의금부로 끌려왔는데, 정작 허반 자신은 그러한 말을 한 적이 없다고 하였다. 결국 허반은 곤장 30대를 맞았으나 끝까지 이에 관한 내용을 함구하였고, 김일손은 계속해서 국문을 당하였다.
한편 8일이 지난 음력 7월 20일, 허반은 "신의 처음 진술에 회간왕(덕종)의 상을 끝마친 뒤에 '세조께서 권씨에게 고기를 권했는데, 권씨가 먹지 아니하니, 상이 노하시자 권씨가 달아났다.'는 일은 집안에서 항상 말해 오기로 신이 이를 일손에게 말했다 하였사온데, 그 실상인즉 당초에 윤씨의 일을 말할 때에 권씨의 일까지 연속해서 말하였기 때문에, 말이 오가는 사이에 착오가 생겨서 과연 일손의 기재한 바와 같이 되었사옵니다." 라고 진술하였다.
한편 김일손은 의금부로 압송된 다음날인 음력 7월 13일 김종직이 쓴 〈조의제문〉을 실록에 쓴 사실도 밝혀지는 등, 여러 가지 일이 문제가 되어 결국 능지처참의 형을 받고 죽었다. 당시 이 일을 근거로 유자광과 이극돈 등은 무오사화를 일으켰다.

### 사망
권씨는 1494년(성종 25년) 음력 4월 26일에 사망하였다. 사후 권씨는 폐비 윤씨의 폐위에 가담했다 하여 작위가 삭탈되고 그 무덤은 파헤쳐졌는데, 당시 무덤 안에서 권씨의 시체가 나오지 않아 논란이 되었다.
권씨는 원래 불교를 믿었는데, 권씨가 죽자 비구니 혜명 등이 권씨의 시체를 불교식으로 몰래 화장한 후 거짓으로 무덤을 만든 것이었다. 이 일로 인해 연산군은 매우 화를 내며 혜명 등을 국문케 하였다.
한편 소생이 없던 권씨는 조카 허반을 양자로 두었다.

## 가족 관계
- 아버지 : 권치명 (權致命, 생몰년 미상)
- 시아버지 : 조선 제7대 왕 세조 (世祖, 1417년~1468년, 재위:1455년~1468년)
- 시어머니 : 정희왕후 (貞熹王后, 1418년~1483년)
  - 남편 : 덕종 (德宗, 의경세자, 1438년~1457년)
    - 조카, 양자 : 허반 (許磐, 생몰년 미상)